# Droga wojewódzka nr 295
Droga wojewódzka nr 295 (DW295) – droga wojewódzka od długości ok. 22 km leżąca w województwie lubuskim. Trasa ta łączy Nowogród Bobrzański z Żaganiem. Wzdłuż drogi płynie rzeka Bóbr.

## Miejscowości leżące przy DW295
- Nowogród Bobrzański
- Dobroszów Wielki
- Gorzupia Dolna
- Miodnica
- Pożarów
- Stary Żagań
- Żagań